# IC 2654
IC 2654 ist eine Spiralgalaxie vom Hubble-Typ S? im Sternbild Löwe auf der Ekliptik, die schätzungsweise 936 Millionen Lichtjahre von der Milchstraße entfernt ist.
Entdeckt wurde das Objekt am 27. März 1906 von dem deutschen Astronomen Max Wolf.